# Tajemství Žlutého hřbetu
Tajemství Žlutého hřbetu (2011) je divadelní hra Milana Šotka. Jedná se o hororovou komediální detektivku proloženou písněmi Jiřího Suchého. Vypráví o policejním praktikantovi Kudličovi, který hledá oběť vraždy, jejíž pachatel se doznal a oběsil se.
Součástí představení jsou mj. tyto písně: Míč, Chybí mi ta jistota, Blues o stabilitě, Šišlala, Sluníčko, Pramínek vlasů, Bar Honolulu, To všechno odnes čas.
Hra měla premiéru 6. října 2011 v Divadle Antonína Dvořáka v Příbrami. V roce 2014 je na repertoáru Divadla na Orlí v Brně.